# Levan Ucsaneisvili
Levan Ucsaneisvili,  Levan Uchaneishvili, Levani (grúzul: ლევან უჩანეიშვილი) (Tbiliszi, 1958. december 15. –) grúz származású, amerikai színész.

## Életpályája
1958. december 15-én született Tbilisziben.
1979-ben diplomázott a Sota Rusztaveli Színházi Intézetben. A Grúzia Filmstúdióban indult a pályája, 1976 óta itt dolgozott. Az 1980-as években több grúz filmben játszott.
Az 1990-es évek óta az USA- ban él és dolgozik, ahol hollywoodi filmekben szerepelt, többek között: "Independence Day" ( 1996 ), "Blade" ( 1998 ), "Air Force One" ( 1997 ), "Vírus" ( 1999 ), "The 25th Hour" ( 2002 ) és mások. Szerepelt az "X-akták" című tévésorozat egyik epizódjában is. Orosz filmstúdiókkal is dolgozott.

## Filmográfia
- 1979: "Házasság Imeruliban" rendezők: Neli Nenova, Geno Culaja
- 1980: „Ház a Lesznaján” (Nyomdász) rendező: Nikoloz Szanisvili
- 1980: „Szülőföldem (a kerületi bizottság titkára)” (Rezo Imedadze) rendező. Revaz (Rezo) Cseidze
- 1981: "Malom a külvárosában" rendező. Rezo Esadze
- 1981: "Minden jót, pápák!" rendezők: Neli Nenova, Geno Culaja
- 1982: "Kukaracsa" (Kukaracsa) rendezők: Sziko Dolidze, Keti Dolidze
- 1983: "Az eskü könyve" rendezők Grigol (Giga) Lortkipanidze, Amiran Darszavelidze
- 1983: "Varázslatos éjszaka" (Ocsopintre) rendező. Temur Palavandisvili
- 1984: "A szurámi vár legendája" (Zurab) rendezők: Dodo Abasidze,  Szergej Paradzsanov
- 1985: "Férfiak és mások" rendező:  Vahtang (Buba) Kikabidze
- 1985: "Ki a negyedik?" (Szavka) rendező: Otar Koberidze
- 1987: "Halhatatlan lélek" (dokumentumfilm) rendezők: Sergil Sonia, Zurab Sanidze
- 1988: "Kinyilatkoztatás" rendező. Giorgi (Gia) Mataradze
- 1988: "A bűncselekmény elkövetése" rendező: Nana Mcsedlidze
- 1989: "Don Quijote és Sancho élete" rendező. Revaz (Rezo) Cseidze
- 1990: "Spirál" (Ramaz Korinteli) rendező: Giuli Csohonelidze
- 1990: "Sevraden" rendezők: Koba Cakadze, Greg Palmer
- 1992: Sztálin (USA)
- 1996: A függetlenség napja
- 1997: "Halványlila" rendező. Ilia Csacsanidze
- 1997: Air Force One (USA,Németország)
- 1998: "A bedfull of Foreigners" (USA)
- 1998: Penge
- 1999: Vírus (USA, Franciaország)
- 2000: "Nyár, avagy 27 elveszett csók" rendező. Nana Dzsordzsadze
- 2002: A 25. óra (film) (USA)
- 2002: "Az oligarcha" (oroszul: Олигарх 2002) (Lari Teisvili) (Oroszország) r. Pavel Lungin
- 2004: „Kétéltű ember” (oroszul: Человек-амфибия. Морской дьявол (minisorozat)) (Oroszország) r. Alekszand Atanesian
- 2004: "A fekete herceg" (oroszul: Черный принц) (Oroszország) r. Anatolij Ivanov
- 2006: Shadow Man (2006-os film) (USA)
- 2006: „The Hunt for the Black Wolf” (oroszul: Шпионские игры: Охота на черного волка (TV)) (USA, Oroszország) r. Giorgi Gavrilov